# Michel Sapir
Pour les articles homonymes, voir Sapir.
Michel Sapir (25 avril 1915 à Moscou - 11 janvier 2002 à Paris 18e) est un psychiatre français d'origine russe. Il est le père de l'économiste Jacques Sapir.

## Biographie
Michel Sapir est né à Moscou le 25 avril 1915 dans une famille de la grande bourgeoisie juive russe. Son grand-père maternel, Maksimilian Epchtaïne, un industriel de la région de Moscou, était également proche de l'aile gauche du Bund, le parti socialiste juif. Il fut contacté après la révolution d'octobre 1917 par les bolchéviques, pour un poste au Conseil des commissaires du peuple. Après avoir hésité à s'engager pleinement aux côtés des bolchéviques, la famille se replia sur Odessa durant l'été 1918, d'où elle émigra, en partie vers l'Italie et en partie vers la Pologne. Michel Sapir arrive avec ses parents, Ludmilla et Jacob, à Varsovie au début du printemps 1920.
Après avoir fait ses études au Lycée français de Varsovie, Michel Sapir vient à Paris en 1934 pour faire sa médecine. Naturalisé en 1937, il fait venir sa mère en France en 1938 (son père était mort en 1936). Après la défaite de 1940, il devient résistant puis membre du Parti communiste (qu'il avait déjà approché dans sa jeunesse en Pologne). Au début de 1942 il passe en zone sud où il trouvera hospitalité auprès de la famille Prévert. Il sera un des responsables du Front national de la Résistance dans les Alpes-Maritimes sous le pseudonyme de Commandant Dartois.
C'est dans la clandestinité qu'il rencontrera Marie-Thérèse Roubaud qu'il épousera après guerre et dont il aura en 1954 un fils, l'économiste Jacques Sapir. Après avoir largement contribué à la libération de Nice en 1944, il dirigera une antenne médicale des FFI sur le front des « poches de l'Atlantique » dont celle de Royan où il est posté lors de la capitulation de l'Allemagne. Il terminera alors ses études de médecine, renonçant à une carrière politique au sein du PCF dans les Alpes-Maritimes.
Il restera membre du PCF cependant jusqu'aux années 1950, jouant un rôle important au sein des médecins communistes et retournant à deux reprises en U.R.S.S.. Il sera exclu en 1958 du PCF en raison de son opposition à la ligne du parti niant le Rapport Khrouchtchev. Après avoir été un des fondateurs du Parti socialiste autonome (PSA), qui deviendra par la suite le PSU, il abandonnera l'engagement politique actif dans les années soixante.
Gastroentérologue de formation, il commencera une analyse à la fin des années 1950 et se tournera définitivement vers la psychanalyse dans les années 1960. Dans cette période charnière de son œuvre intellectuelle, il aura l'occasion de travailler sur les effets psychosomatiques du stress au travail. Il était proche des idées de Sandor Ferenczi et de Michael Balint, notamment pour la question de la relation soignant-soigné[réf. nécessaire]. Dans cette double filiation intellectuelle, il développera une production scientifique à la fois nombreuse et féconde[réf. nécessaire]. Il a adapté une technique spécifique de relaxation dite « à inductions variables ».
Il a collaboré avec Léon Chertok et a créé avec lui et Pierre Aboulker la « Société de Médecine Psychosomatique » en 1956. Il entretiendra des liens étroits avec les sociétés suisse et italienne, organisant pendant de longues années les rencontres annuelles de Divonne, de Sils-Maria en Suisse et d'Annecy en Haute-Savoie libre et de Belgirate en Italie.
Michel Sapir a consacré une large partie de son travail dans les années 1970 et 80 à la formation des médecins et du personnel soignant, thème qui lui tenait beaucoup à cœur et auquel il a consacré de nombreuses publications.